# Kamil Šimon
Kamil Šimon, vlastním jménem Miloš Krejčí (6. října 1920 Ostrava – 1. března 2011) byl český novinář a spisovatel.

## Život
Pracoval jako obchodní expert a ředitel obchodní společnosti v cizině, byl spolupracovníkem Československého rozhlasu a zahraničním redaktorem Rudého práva. Za dvacet let zahraničního pobytu viděl šedesát sedm zemí ze čtyř světadílů, z toho osm let žil v Africe, kde působil v Jihoafrické republice jako konzul. Pod pseudonymem psal dobrodružné příběhy z exotického prostředí určené především mládeži, pod vlastním jménem politologické práce, většinou v duchu tehdejší oficiální ideologie.

## Dílo

### Jako Kamil Šimon
- Boty z toulavého telete, SNKD, Praha 1967, soubor reportáží pro mládež z nejrůznějších končin světa.
- Bludný Holanďan, Albatros, Praha 1969, soubor krátkých dobrodružných povídek z celého světa, například Smrt Starého tygra, Amulet kouzelníka Bingy, Gangsteři, Jacobus van Dyn – mistr zločinu, Vražda ve znamení Štíra, Konec kapitána Buenaventury, Pomsta lady Palmerové a další,
- Poklad pouště, Albatros, Praha 1971, povídková sbírka, jejíž titulní příběh se odehrává v Libyi po druhé světové válce. Jde o příběh tajného agenta, který má odstranit tvůrce zfanatizované arabské náboženské skupiny, chtějícího se zmocnit libyjské nafty. Mnoho povídek sbírky obsahuje i fantastické motivy.
- Osudné setkání, Albatros, Praha 1978, třicet dobrodružných povídek založených na autorových zážitcích z jeho cest.
- Vražda ve znamení Štíra, Rudé právo, Praha 1985, kriminální povídky z magazínu Rudého práva Haló sobota.
- Prostopášníkův průvodce po světě, Otakar II., Praha 2000, průvodce po sexuálních službách na různých místech Evropy, Asie, Afriky či Ameriky (prostitutky, hodinové hotely a sex-shopy).
- Omyly a podvody hledačů magie a kouzel, Adonai, Praha 2000, kniha se zabývá všemi formami okultismu a odhaluje jeho mystifikace, absurdity a deformace.
- Zajíc Kululu, slon Džambo a hroch Ňam-Ňam, Adonai, Praha 2001, nejpěknější pohádky z jižní Afriky.

### Pod vlastním jménem
- Zlatý hrnec na konci duhy, Novinář, Praha 1975, reportáže ze života současné Ameriky.
- Pruhy a hvězdy aneb Putování americkou historií a současností, Magnet, Praha 1976, reportáže zachycující politickou, hospodářskou i kulturní situaci v USA v minulosti i současnosti..
- Americké letorosty, Rudé právo, Praha 1976, kniha snažící se zachytit minulé i současné problémy USA.
- My, lid Spojených států, Svoboda, Praha 1987, komentáře k americké ústavě a k deklaraci nezávislosti.
- Jak se "dělá" prezident, Svoboda, Praha 1988, komentáře k přípravě a průběhu prezidentských voleb v USA, rozšířené vydání Mladá fronta, Praha 2009.
- Deklarace nezávislosti Spojených státu amerických a Ústava Spojených států amerických, komentovaný překlad dvou nejdůležitějších amerických zákonů, Reflex, Praha 1990, spouautor.
- Nejpěknější pohádky a pověsti severní Ameriky, Adonai, Praha 2002.